# Addicted (canción de Simple Plan)
«Addicted» —en español: «Adicto»— es una canción interpretada por la banda de pop punk Simple Plan. Fue el tercer sencillo del álbum No Pads, No Helmets... Just Balls, el cual fue el material debut del grupo. Trata sobre el dolor que se siente al romper con una pareja y como el cantante es totalmente "adicto" a ella/él. 
La canción fue editada en algunas estaciones de radio en el fragmento que dice "I'm Addicted" (soy adicto), pues su sonido en inglés suena igual que "I'm a dick" (soy un pene o soy un idiota).

## Listas
"Addicted" se convirtió en el primer top 50 de Simple Plan. El 9 de agosto de 2003, llegó al número 45 en Billboard Hot 100. Luego, se convirtió en un lanzamiento en 2004 en Australia donde llegó al top 10.
| Listas (2003)                 | Posiciones máximas |
| ----------------------------- | ------------------ |
| UK Singles Chart              | 63                 |
| U.S. Billboard Hot 100        | 45                 |
| Listas (2004)                 | Posición máximas   |
| Australian ARIA Singles Chart | 10                 |

## Vídeo musical
El vídeo musical fue dirigido por Smith N' Borin. Es simple comparado con otros videos de la banda. En éste solo se muestra a la banda interpretando la canción dentro de una habitación en la cual se encuentra un sujeto dormido. Conforme avanzan los sonidos agresivos, la casa empieza a derrumbarse sin lograr que dicho hombre despierte.

## Sencillo
Lista del sencillo (Parte uno)
1. «Addicted»
2. «Surrender»
3. «Addicted» (Video)

Lista del sencillo (Parte dos)
1. «Addicted»
2. «Addicted» (En vivo en México)
3. «Simple Plan Loves To Go Down»